# Pascal Boniface
Pour les articles homonymes, voir Boniface.
Pascal Boniface, né le 25 février 1956 à Paris, est un géopolitologue français, fondateur et directeur de l'Institut de relations internationales et stratégiques (IRIS).

## Biographie

### Jeunesse et formation
Pascal Boniface est né en 1956 de parents employés de banque. Il a étudié au lycée Saint-Exupéry de Mantes-la-Jolie, puis à l'université Paris-XIII et à l'Institut d'études politiques de Paris. Il est diplômé d'études approfondies en science politique (1980) et docteur en droit public (1985).

### Parcours
Pascal Boniface consacre sa thèse de droit international (université Paris 13 Nord) aux questions de désarmement. D'abord rattaché (de 1979 à 1982) au Centre d'étude et de recherche sur le désarmement (CEREDE) puis à l'Institut national d'études démographiques (Ined) de 1982 à 1986, il obtient un poste de maître de conférences en science politique à l'université Paris 13 Nord en 1985.
Il a enseigné à l'Institut d'études politiques de Lille et à celui de Paris, ainsi qu'à l'université Paris 13 Nord Villetaneuse. Il est maître de conférences à l'Institut d'études européennes de l'université Paris-VIII, dans les champs des relations internationales et de la géopolitique.
Il est membre du Conseil consultatif pour les questions de désarmement de l'ONU de 2001 à 2005. Il est administrateur à l'Institut des hautes études de Défense nationale (IHEDN) de 1998 à 2004. Il est membre du Comité de soutien et de réflexion de l'Académie diplomatique africaine (ADA) et membre du Haut Conseil de la coopération internationale de 1999 à 2003.

### Politique
Il milite au PSU jusqu'en 1980, année durant laquelle il rejoint le Parti socialiste. Il est assistant parlementaire de 1986 à 1988 auprès du groupe parlementaire socialiste à l'Assemblée nationale.
De 1988 à 1992, il est conseiller dans les cabinets ministériels de Jean-Pierre Chevènement, alors ministre de la Défense, puis de Pierre Joxe lors de ses ministères à l'Intérieur et la Défense.
Il est exclu des hautes instances dirigeantes du Parti socialiste, puis quitte le parti en 2003.

## Positions

### Conflit israélo-palestinien
En avril 2001, Pascal Boniface, alors délégué national du Parti socialiste pour les questions stratégiques, adresse à François Hollande et Henri Nallet une note dans laquelle il s'interroge sur l'« efficacité » électorale d'une ligne politique jugée trop favorable à Israël, arguant de l'influence grandissante de l'électorat originaire de pays soutenant la cause palestinienne,. Dans cette même note, il établit une comparaison entre Jörg Haider et Ariel Sharon, se demandant si « [l'on peut ] diaboliser Haider et traiter normalement Sharon ». L'existence de cette note est rendue publique à l'été 2001 par l'intermédiaire de l'ambassadeur d'Israël en France Élie Barnavi, ce qui déclenche une vive polémique.
En 2002, il déclare : « Peut-on diaboliser Haider et traiter normalement Sharon, qui ne s'est pas, lui, contenté de dérapages verbaux mais est passé aux actes ? », ce qui déclenche une polémique au sein du parti socialiste. Selon le quotidien Libération, « dans le journal suisse Le Temps, il propose […] sur le ton de la dérision d'inscrire Israël dans la liste des pays de "l'axe du Mal"  »
Après la parution de son ouvrage, Est-il permis de critiquer Israël ?, L'Arche — l'un des magazines du judaïsme français —  publie le mois suivant un article titré Est-il permis d'être antisémite ?,.
En juin, Alfred Grosser démissionne du conseil de surveillance de L'Express, peu de temps après avoir publié une critique du livre de Boniface dans laquelle il écrivait que l'auteur avait « raison de mettre en lumière les abus de la "victimisation" ».
En juillet 2003, Pascal Boniface quitte le PS. Selon Jean-Dominique Merchet (Libération), après avoir été exclu de son poste de délégué national pour les questions stratégiques, Boniface quitte le parti en s'estimant « diabolisé » par des « amis d'Israël », citant ce qu'il décrit comme l'« alignement excessif sur les positions pro-israéliennes de la communauté juive ». Pour Le Monde, le géopolitologue reproche plutôt au PS « de privilégier "ceux qui ont une lecture ethnique du conflit israélo-palestinien" ». Pascal Boniface affirme avoir — après que Pierre Moscovici le lui a conseillé « face à la polémique » — accepté de renoncer au poste tout en étant « prêt à rester membre du PS et à participer à différents groupes d'experts ou réunions sans titre », et avoir finalement quitté le parti à la suite de critiques exprimées publiquement par Dominique Strauss-Kahn.
En 2012, Jérémy Sebbane et Benjamin Djiane dénoncent son obsession sur le « vote juif », tandis que d'autres parlent d'une obsession du « vote musulman ».

### Terrorisme islamiste
Pascal Boniface considère que l'impact du terrorisme islamiste est « sans commune mesure avec le nombre de morts qu'il peut susciter ».
Pour Philippe Val, le raisonnement de Boniface sur les attentats est une « répugnante escroquerie intellectuelle ».

### Laïcité
À l'occasion d'un débat sur la laïcité prévu à Cergy en novembre 2015, Laurence Marchand-Taillade ouvre une polémique en critiquant notamment l'invitation de Pascal Boniface qui, selon elle, « alimente la théorie du complot islamophobe. »

### Les Intellectuels faussaires
Dans son ouvrage Les Intellectuels faussaires, publié en 2011, Pascal Boniface s'attaque à quelques personnalités françaises telles que Bernard-Henri Lévy, Alexandre Adler, Caroline Fourest, Philippe Val, et Frédéric Encel (qu'il accuse d'être un ancien responsable du Betar qui « masque ses orientations communautaires pour se faire passer pour un universitaire “objectif” » et tient un discours différent selon qu'il est face au grand public ou dans des cercles communautaires). Qualifiant Caroline Fourest de « serial menteuse » et Bernard-Henri Lévy de « Seigneur et maître des faussaires », il dénonce chez ces figures médiatisées une « dérive déontologique » dont le dénominateur commun serait « un traitement démagogique de l'information ». Il soutient ainsi qu'« au lieu de permettre au citoyen de réfléchir à des phénomènes complexes, on simplifie à l'extrême, on fournit à l'opinion publique des produits intellectuellement frelatés ou toxiques et on fabrique des leurres idéologiques ».
Frédéric Encel a toujours réfuté ces accusations et y répond dans son livre Géopolitique de l'Apocalypse.
Commentant le livre en juillet 2011 sur le site Acrimed, Alain Thorens et Mathias Reymond reprochent à P. Boniface de se laisser présenter en précurseur de la critique de l'honnêteté de certains intellectuels médiatiques alors même qu'il se réapproprie sans même les citer les travaux collectifs de différents auteurs qui ont publié des livres et des articles sur ce même sujet.
Alain Beuve-Méry, pour Le Monde, écrit :

« Pascal Boniface ressasse et règle manifestement ses comptes, même s'il s'en défend […] l'essai s'inscrit dans une veine pamphlétaire, ce qui en constitue la principale limite. Certes, les intellectuels faussaires qu'il désigne ne sont pas tous, loin de là, exempts de reproches […] Mais à trop vouloir détruire ses cibles, Boniface le polémiste finit par les manquer. »

En 2015, Caroline Fourest lui répond et commente : « Pascal Boniface […] traite de “faussaires” tous les intellectuels ne partageant pas sa complaisance envers l'islam politique de Tariq Ramadan ou du Hezbollah… Alors qu'il a été condamné pour contrefaçon (c'est assez rare) après avoir publié sous son seul nom un livre écrit par un collectif de chercheurs,. »

### Antisémite
Dans son ouvrage intitulé Antisémite publié en 2018, Pascal Boniface revient sur les différentes accusations d'antisémitisme dont il a été l'objet depuis 2001. De façon constante, Boniface qualifie l'ensemble de ces accusations « [d']injustifiées » et défend la thèse selon laquelle la polémique suscitée par sa note d'avril 2001 serait le fait de « [l']ultra-droite sioniste ».
Le livre Antisémite reçoit une recension favorable dans Le Monde diplomatique ainsi que par Le Courrier de l'Atlas. Pour ce dernier, « jamais auparavant, un livre n'avait permis de dévoiler avec autant d'intelligence et sans complotisme (des faits, rien que des faits !) les rouages du chantage à l'antisémitisme. » Ne partageant pas cette opinion, Mohamed Sifaoui voit de l'hypocrisie dans la posture de Boniface qui se plaint « […] à longueur d'année qu'il n'est pas permis de "vilipender Israël en France" tout en publiant un livre, en faisant une dizaine d'articles et participant à une trentaine d'émissions radio, de télé et de conférences pour… fustiger Israël. »
Venu donner une série de conférences mi-avril 2018 à Jérusalem à l'invitation du consulat général de France à Jérusalem et de l’Institut français de Jérusalem, Pascal Boniface est violemment pris à partie dans le hall de l'aéroport international de Tel Aviv-David Ben Gourion,. Le consul de France, Pierre Cochard, dénonce dans un communiqué « l’agression inadmissible dont Pascal Boniface a été la cible ».

### Liens avec la Russie
En novembre 2014, après que l'organisme qu'il dirige a été cité dans des enquêtes publiées par Libération au sujet du réseau d'influence russe, Pascal Boniface refuse au quotidien de publier l'interview qu'il leur avait accordée, concernant notamment le financement de l'IRIS.
Pascal Boniface, notamment via l'IRIS, organise des événements et conférences avec le Dialogue franco-russe et ses responsables, Thierry Mariani et Vladimir Iakounine. Les deux organismes participent également à des colloques et événements communs, dont le Club de discussion de Valdaï, forum international russe rattaché à un think tank proche du Kremlin,,.
Le 21 décembre 2022, sous la plume du journaliste Benjamin Sire, le journal Franc-Tireur publie un article l'accusant de proximité — notamment idéologique — avec la Russie, ce qu'il dément dans une vidéo où il s'en prend à l'auteur de l'article, mais surtout à Caroline Fourest qui dirige le titre .

### Propos sur l'invasion de l'Ukraine
Dans un entretien au journal belge L'Echo daté du 24 décembre 2021, Pascal Boniface déclare que « la Russie n'a aucune envie de conquérir le Donbass, dont elle ne saurait pas faire grand-chose » et évoque une « hystérisation de la politique américaine à l'égard de Moscou ».
Le 20 janvier 2022, il déclare dans Sud-Ouest qu'il ne « pense pas » que Vladimir Poutine va « attaquer l'Ukraine », soulignant notamment que « malgré sa brutalité et son autoritarisme, comme on vient de le voir avec la dissolution de l’association Mémorial, le président russe est responsable ».
Sur RTL où il dit ne pas croire à une invasion de l'Ukraine, Pascal Boniface pronostique que l'Europe ne ferait « rien » si ce scénario devait advenir. Dans les jours précédant l'attaque russe du 24 février, le directeur de l'IRIS souligne les éléments censés retenir la Russie de bombarder le Donbass et qui plaideraient pour la poursuite du statu quo.
Après l'invasion de l'Ukraine, Pascal Boniface pointe la responsabilité des pays occidentaux dans le déclenchement du conflit, notamment dans son livre Guerre en Ukraine, l'onde de choc géopolitique,, dénonce les risques que feraient peser le soutien occidental à l'Ukraine et une éventuelle accession de ce pays à l'Union européenne et à l'OTAN, et déclare que « la guerre en Ukraine aurait pu être évitée si on avait traité la Russie comme un véritable partenaire ».

### Polémique au sujet de Karim Bouamrane «muslimd'apparence»
Le 20 octobre 2024, Pascal Boniface déclenche une polémique en disant s'interroger sur le fait que le maire de Saint-Ouen-sur-Seine, Karim Bouamrane, serait « instrumentalisé façon un muslim d'apparence qui ne critique pas Netanyahu et donc bénéficie d'une grosse promo médiatique ». Outre la réaction du maire de Saint-Ouen, le directeur de l'IRIS s'attire des condamnations de personnalités divers bords politiques, parmi lesquelles Olivier Faure, Benjamin Haddad, Claude Bartolone et Stéphane Troussel, Pascal Boniface accusant en retour les critiques de Nathalie Loiseau d'émaner d'une « ultra pro israélienne » et la réponse de Karim Bouamrane d'être « agressive »,,.
Le même jour, le directeur de l'IRIS interpelle l'élue socialiste Lamia el Aaraje au sujet de sa « position sur les conflits du Proche-Orient » et sur « la poursuite des bombardements sur Gaza ». Soulignant que Pascal Boniface l'interpelle sur la base d'une publication n'ayant aucun rapport avec le conflit israélo-palestinien, Lamia el Aaraje demande « l’aurait-il fait si je m’étais appelée Colette Durand ? ».
Le lendemain, le maire de Dijon François Rebsamen annonce l'annulation des Internationales de Dijon, événement organisé chaque année en partenariat avec l'IRIS, et suspend sa collaboration avec cet institut à la suite des propos de son directeur,. Quelques heures plus tard, la maire de Nantes, Johanna Rolland, annonce que Pascal Boniface ne sera pas associé aux prochaines éditions des Géopolitiques de Nantes.

## Distinctions

### Décorations
- Officier de la Légion d'honneur : nommé chevalier le 13 juillet 2001[61], Pascal Boniface est promu au grade d'officier par Laurent Fabius — alors ministre des Affaires étrangères — en 2013[62].
- Chevalier de l'ordre national du Mérite : il est nommé chevalier le 14 novembre 1996[63].
- Chevalier de l'ordre des Arts et des Lettres : Il est nommé chevalier le 15 avril 2022[64].

### Prix
- Prix Castex 1987[65].
- Prix Vauban en 2012 pour L'Année stratégique et la reconnaissance du rôle de l'IRIS dans l'animation de débats stratégiques.

## Autre activité publique
Pascal Boniface préside l'Association pour l'attribution du nom de Léo Ferré à un espace public de la ville de Paris.

## Ouvrages
- La Puce, les hommes et la bombe : l'Europe face aux nouveaux défis technologiques et militaires, avec François Heisbourg, Hachette littérature, 1986  (ISBN 9782010114496)
- L'Armée : enquête sur 300 000 soldats méconnus, Édition no 1, 1990  (ISBN 9782863914069)
- Vive la bombe : éloge de la dissuasion nucléaire, Édition no 1, 1992  (ISBN 9782863915394)
- Les Nouvelles Pathologies des États dans les relations internationales, Éditions Dunod, 1993  (ISBN 9782100016891)
- Contre le révisionnisme nucléaire, Édition Marketing, 1994  (ISBN 9782729844646)
- Les Écologistes et la défense, avec Jean-François Gribinski, Dunod, 1994  (ISBN 9782100023240)
- La Puissance internationale, Dunod, 1994  (ISBN 9782100023660)
- Manuel de relations internationales, Dunod, 1994  (ISBN 9782100021321)
- Relations internationales, Dunod, 1995  (ISBN 9782100027576)
- Lexique des relations internationales (dir.), Édition Marketing, 1995  (ISBN 2-272-98952-7)
- La Volonté d'impuissance : la fin des ambitions internationales et stratégiques ?, Éditions du Seuil, 1996  (ISBN 9782020247160)
- Les Relations Est-Ouest 1945-1991, Éditions du Seuil, 1996  (ISBN 9782020231206)
- Dictionnaire des relations internationales, Hatier, 1996  (ISBN 9782218716423)
- Repenser la dissuasion nucléaire, Éditions de l'Aube, 1997  (ISBN 9782876782952)
- La France est-elle encore une grande puissance ?, Presses de Sciences Po, 1998  (ISBN 9782724607529)
- Guide du savoir nuire à l'usage des dictateurs, Éditions Michalon, 2000  (ISBN 9782841861231)
- Les Guerres de demain, Éditions du Seuil, 2001  (ISBN 9782020534130)
- Le Monde contemporain : grandes lignes de partage, Presses universitaires de France, 2001  (ISBN 9782130511472)
- Les Leçons du 11 septembre (dir.), Presses universitaires de France, 2001  (ISBN 9782913395091)
- L'Europe et le sport (dir.), Presses universitaires de France, 2001  (ISBN 9782913395084)
- Petit Dico européen, avec Bastien Nivet, Presses universitaires de France, 2002  (ISBN 9782130525967)
- La Terre est ronde comme un ballon : géopolitique du football, Édition du Seuil, 2002  (ISBN 9782020543019)
- Le 11 septembre : un an après (dir.), Presses universitaires de France, 2002  (ISBN 9782913395138)
- Chroniques géopolitiques 2002, Presses universitaires de France, 2003  (ISBN 9782913395183)
- La France contre l'empire, Laffont, 2003,  (ISBN 9782221100509)
- Le Monde contemporain : grandes lignes de partage, Presses universitaires de France, 2003  (ISBN 9782130538370)
- Atlas des Relations internationales, 2003
- Est-il permis de critiquer Israël ?, Laffont, avril 2003, 237 p. (ISBN 978-2-221-09969-8, présentation en ligne)
- Quelles valeurs pour l'Union européenne ?, Presses universitaires de France, 2004  (ISBN 9782913395213)
- Les Défis du monde arabe, avec Didier Billion (dir.), Presses universitaires de France, 2004  (ISBN 9782913395220)
- L'Année stratégique 2005 (dir.), Armand Colin, 2004  (ISBN 978-2200268084)
- Chroniques proche-orientales : [2001-2005], Dalloz, 2005  (ISBN 9782247061228)
- Vers la 4e guerre mondiale ?, Armand Colin, 2005  (ISBN 9782200269098)
- Quelle politique européenne pour la France ?, Dalloz-Sirey, 2005  (ISBN 978-2247064014)
- Halte aux feux : Proche-Orient, antisémitisme, médias, islamophobie, communautarisme, banlieue…, avec Élisabeth Schemla, Flammarion, 2006  (ISBN 9782080690098)
- Le Monde nucléaire : arme nucléaire et relations internationales depuis 1945, avec Barthélémy Courmont, Armand Colin, 2006  (ISBN 9782200269500)
- Football & mondialisation, Armand Colin, 2006  (ISBN 9782200346218)
- Lettre ouverte à notre futur(e) président(e) de la République sur le rôle de la France dans le monde, Armand Colin, 2007  (ISBN 9782200350314)
- Atlas des relations internationales (dir.), Hatier, 2008  (ISBN 978-2218931710)
- Les Relations internationales de 1945 à nos jours, Dalloz, 2008  (ISBN 9782247079421)
- Atlas du monde global, avec Hubert Védrine et Jean-Pierre Magnier, Armand Colin / Fayard, 2008  (ISBN 9782200350543)
- De But en Blanc, avec Pape Diouf, Hachette, 2009  (ISBN 9782012378117)
- Vers la Quatrième Guerre mondiale ? Où on en est après Gaza après Obama, Armand Colin, 2009  (ISBN 9782200242695)
- Atlas des crises et des conflits, avec Hubert Védrine et Jean-Pierre Magnier, Armand Colin / Fayard, 2009  (ISBN 9782200242688)
- Pourquoi tant de haines ?, Éditions du Moment, 2010  (ISBN 9782354170790)
- Football & mondialisation, Armand Colin, 2010  (ISBN 9782200248338)
- Sans concessions. Conversations avec David Reinharc, avec Gilles-William Goldnadel, Éditions David Reinharc, 2010  (ISBN 9782358690171).
- L'Expulsion, Édition La Tengo, 2011  (ISBN 978-2354610142)
- Les Intellectuels faussaires : Le triomphe médiatique des experts en mensonge, Paris, Jean-Claude Gawsewitch Éditeur, 2011, 272 p. (ISBN 978-2-35013-277-8)
- Atlas de la France, avec Hubert Védrine, Armand Colin, 2011  (ISBN 9782200271688)
- Le Monde selon Sarkozy, Jean-Claude Gawsewitch Éditeur, 2012  (ISBN 9782350133362)
- JO politiques, Jean-Claude Gawsewitch Éditeur, 2012  (ISBN 9782350133461)
- Don't Panik, avec Médine, Desclée de Brouwer, 2012  (ISBN 9782220064864)
- Sport et géopolitique : une décennie de chroniques, Éditions du Cygne, 2013  (ISBN 9782849243039)
- Le sport, c'est bien plus que du sport !, avec Denis Masseglia, Gawsewitch Éditeur, 2013  (ISBN 9782350134161)
- Les Intellectuels intègres, Gawsewitch Éditeur, 2013  (ISBN 9782350134178)
- La France malade du conflit israélo-palestinien, Paris, Salvator, 2014, 222 p. (ISBN 978-2-7067-1115-2)
- Géopolitique du sport, Armand Colin, 2014  (ISBN 9782200289614)
- Le Grand Livre de la géopolitique : les relations internationales depuis 1945, Eyrolles, 2014  (ISBN 9782212560022)
- Comprendre le monde, Armand Colin, 2015  (ISBN 978-2-200-60083-9)
- Les Pompiers pyromanes : ces experts qui alimentent l'antisémitisme et l'islamophobie, Max Milo éditions, 2015  (ISBN 978-2-315-00637-3)
- L'Atlas du monde global avec Hubert Védrine, Armand Colin/ fayard, 2015 (ISBN 978-2-200-61154-5)
- La Géopolitique, Eyrolles, 2015  (ISBN 978-2-212-56364-1)
- 50 idées reçues sur l'état du monde, Armand Colin, édition 2016  (ISBN 978-2-200-61317-4)
- Léo Ferré toujours vivant, La Découverte, 2016  (ISBN 978-2-7071-9049-9)
- JO Politiques, Eyrolles, 2016  (ISBN 978-2-212-56416-7)
- Je t'aimais bien tu sais : le monde et la France : le désamour ?, Max Milo, 2017  (ISBN 978-2315007356)
- 50 idées reçues sur l'état du monde, Armand Colin, édition 2017  (ISBN 978-2-200-61731-8)
- La Géopolitique : 43 fiches thématiques et documentées pour comprendre l'actualité, Eyrolles, 2017  (ISBN 978-2-200-61731-8)
- Les Relations internationales de 1945 à nos jours : comment en sommes-nous arrivés là ?, Eyrolles, 2017  (ISBN 978-2-212-56715-1)
- Antisémite (préf. Michel Wieviorka), Max Milo, coll. « Essais document », janvier 2018, 201 p. (ISBN 978-2-315-00824-7 et 2-315-00824-7)
- Géopolitique illustrée. Les relations internationales depuis 1945, Eyrolles, 2018.
- Atlas des crises et des conflits, avec Hubert Védrine, Armand Colin / Fayard, 2019.  (ISBN 978-2-200-62496-5)
- Comprendre le monde. Les relations internationales expliquées à tous, 5e ed., Paris, 2019, Armand Colin, 336 p.
- Géopolitique du Covid-19 : Ce que nous révèle la crise du Coronavirus, Eyrolles, 2020.  (ISBN 978-2416000560)
- Géopolitique de l'intelligence artificielle, Eyrolles, 2021  (ISBN 978-2-416-00055-3)
- Comprendre le monde : Les relations internationales expliquées à tous (6e édition), Paris, 2021, Armand Colin[67]
- Atlas des relations internationales, Paris, 2022, Armand Colin
- Guerre en Ukraine, l'onde de choc géopolitique, Édition Eyrolles, 2023  (ISBN 978-2-416-01249-5)[68]
- Israël-Palestine, une guerre sans limites ?, Édition Eyrolles, 2025.
- Permis de tuer, Gaza : génocide, négationnisme et Hasbara, Max Milo, coll. « Essais document », 2025